# Lenguas samoyedas
Las lenguas samoyedas son una familia de lenguas hablada a ambos lados de los montes Urales, en el extremo septentrional de Rusia, por quizás unos 30 000 hablantes en total. Junto con las lenguas ugrofinesas, forman la familia de lenguas urálicas. Han sido estudiadas por Eugene Helimski.

## Clasificación
El grupo está compuesto, entre otros, por las siguientes lenguas y grupos étnicos:
- Nenets
- Yenets o Enets, a lo largo del río Yenisei
- Nganasan o tavgi
- Selkup, también llamados samoyedos ostyak; el nombre puede causar confusión, porque algunos observadores han llamado a los khant con el nombre de ostyakos
- Samoyedo kama (extinto)

Las tres primeras lenguas son mutuamente inteligibles, siendo el selkup divergente.
El territorio samoyedo se extiende desde el mar Blanco hasta el mar de Láptev, a lo largo de las costas árticas de la Rusia europea, incluyendo el sur de Nueva Zembla, la península de Yamal, las bocas del río Ob y del río Yenisei hasta la península de Taimyr en el extremo norte de Siberia. Sus vecinos son las lenguas ugrias transurálicas y las lenguas permias finesas cisurálicas al sur, pero están separados de los fineses bálticos por rusos al oeste. Al norte limitan con el pueblo túrquico yakuto.
Una ciudad samoyeda considerable surgió en Mangazeia en el siglo XVI, creciendo sobre el comercio y siendo destruida a comienzos del siglo XVII. Su economía se basa en el pastoreo de renos.
El proyecto compartivo ASJP que se basa en distancia de Levenshtein de una lista de cognados clasifica automáticamente las lenguas en un árbol binario. Para la familia utoazteca el árbol que proporciona, que no necesariamente se corresponde en todos los detalles con el árbol filogenético correcto, es el siguiente:

|  | Enets del bosque   |
|  |                    |
|  | Enets de la tundra |
|  |                    |

|  | Nenets del bosque   |
|  |                     |
|  | Nenets de la tundra |
|  |                     |

|  | Enets del bosque   |
|  |                    |
|  | Enets de la tundra |
|  |                    |

|  | Nenets del bosque   |
|  |                     |
|  | Nenets de la tundra |
|  |                     |

|  | Kamas                                             |
|  |                                                   |
|  | \| \| Mator \| \| \| \| \| \| Karagas \| \| \| \| |
|  |                                                   |
|  | Mator                                             |
|  |                                                   |
|  | Karagas                                           |
|  |                                                   |

|  | Mator   |
|  |         |
|  | Karagas |
|  |         |

|  | Kamas                                             |
|  |                                                   |
|  | \| \| Mator \| \| \| \| \| \| Karagas \| \| \| \| |
|  |                                                   |
|  | Mator                                             |
|  |                                                   |
|  | Karagas                                           |
|  |                                                   |

|  | Mator   |
|  |         |
|  | Karagas |
|  |         |

|  | Kamas                                             |
|  |                                                   |
|  | \| \| Mator \| \| \| \| \| \| Karagas \| \| \| \| |
|  |                                                   |
|  | Mator                                             |
|  |                                                   |
|  | Karagas                                           |
|  |                                                   |

|  | Mator   |
|  |         |
|  | Karagas |
|  |         |

|  | Kamas                                             |
|  |                                                   |
|  | \| \| Mator \| \| \| \| \| \| Karagas \| \| \| \| |
|  |                                                   |
|  | Mator                                             |
|  |                                                   |
|  | Karagas                                           |
|  |                                                   |

|  | Mator   |
|  |         |
|  | Karagas |
|  |         |

|  | Enets del bosque   |
|  |                    |
|  | Enets de la tundra |
|  |                    |

|  | Nenets del bosque   |
|  |                     |
|  | Nenets de la tundra |
|  |                     |

|  | Enets del bosque   |
|  |                    |
|  | Enets de la tundra |
|  |                    |

|  | Nenets del bosque   |
|  |                     |
|  | Nenets de la tundra |
|  |                     |

|  | Kamas                                             |
|  |                                                   |
|  | \| \| Mator \| \| \| \| \| \| Karagas \| \| \| \| |
|  |                                                   |
|  | Mator                                             |
|  |                                                   |
|  | Karagas                                           |
|  |                                                   |

|  | Mator   |
|  |         |
|  | Karagas |
|  |         |

|  | Kamas                                             |
|  |                                                   |
|  | \| \| Mator \| \| \| \| \| \| Karagas \| \| \| \| |
|  |                                                   |
|  | Mator                                             |
|  |                                                   |
|  | Karagas                                           |
|  |                                                   |

|  | Mator   |
|  |         |
|  | Karagas |
|  |         |

|  | Kamas                                             |
|  |                                                   |
|  | \| \| Mator \| \| \| \| \| \| Karagas \| \| \| \| |
|  |                                                   |
|  | Mator                                             |
|  |                                                   |
|  | Karagas                                           |
|  |                                                   |

|  | Mator   |
|  |         |
|  | Karagas |
|  |         |

|  | Kamas                                             |
|  |                                                   |
|  | \| \| Mator \| \| \| \| \| \| Karagas \| \| \| \| |
|  |                                                   |
|  | Mator                                             |
|  |                                                   |
|  | Karagas                                           |
|  |                                                   |

|  | Mator   |
|  |         |
|  | Karagas |
|  |         |

## Comparación léxica
Los numerales en diferentes lenguas samoyedas son:
| GLOSA | Nganasan     | Enets     | Enets      | Nenets    | Nenets      | Selkup  | PROTO- SAMOYEDO |
| GLOSA | Nganasan     | Bosque    | Tundra     | Bosque    | Tundra      | Selkup  | PROTO- SAMOYEDO |
| ----- | ------------ | --------- | ---------- | --------- | ----------- | ------- | --------------- |
| '1'   | ŋuʔoi        | ŋolʲu     | ŋo:ʔ       | ŋoːpʔ     | ŋob         | ukkər   | *ŋoːpʔ/ *uk-    |
| '2'   | sʲitɪ        | ʃiði      | side       | ʄitʲa     | sʲidʲə      | ɕittə   | *sid-           |
| '3'   | nagyr        | nɛxuʔ     | nehuʔ      | nʲaɦaɬʔ   | nʲaxɐr      | nɔːkər  | *nakur          |
| '4'   | tʃʲetə       | tɛt       | teto       | tʲeʰt     | tʲeta̠       | tɛːttə  | *tättǝ          |
| '5'   | səŋholʲaŋkə  | sob(i)riɡ | sobːoregːo | hampɬaɧk  | səmpɐlʲaŋkɐ | sompəla | *sǝmpǝlaŋkǝ     |
| '6'   | mətʲyʔ       | motu(ʔ)   | motuʔ      | mattʔ     | mətɐq       | muktət  | *mǝktut         |
| '7'   | sʲajbə       | sɛʔu      | seʔo       | ʄeʔew     | sʲiːqwɐ     | seːʎt͡ɕə | *säjʔwǝ         |
| '8'   | sʲitəðətə    | ʃiðiʔɛt   | sidiʔeto   | ʄattʲet   | sʲidɐntʲetɐ | 10-2    | *sid-tättǝ      |
| '9'   | ŋamʲaitʃʲymə | nɛda      | neːsaː     | kaːʄemjuʔ | xasuːjuːq   | 10-1    |                 |
| '10'  | bʲiʔ         | biʔ       | biuʔ       | juʔ       | juːq        | køt     | *wüt            |